# Liste der Botschafter Sri Lankas in den Vereinigten Staaten
Die Liste der Botschafter Sri Lankas in den Vereinigten Staaten bietet einen Überblick über die Diplomaten Sri Lankas in den Vereinigten Staaten. Der Botschafter ist zugleich zusätzlich akkreditiert als Botschafter für Mexiko und Trinidad und Tobago. Die Botschaft Sri Lankas wurde am 29. Oktober 1948 eröffnet; es gibt zusätzlich ein Generalkonsulat in Los Angeles.

## Botschafter
| Botschafter                        | Amtsantritt        | Amtszeitende       | Regierungschef |
| ---------------------------------- | ------------------ | ------------------ | --- |
| Sir Claude Corea                   | 29. Oktober 1948   | 1. März 1954       | Don Stephen Senanayake Dudley Senanayake John Kotelawala                                                               |
| Sir Senerat Gunewardene            | 2. März 1954       | 14. August 1961    | John Kotelawala Solomon West Ridgeway Dias Bandaranaike Wijeyananda Dahanayake Dudley Senanayake Sirimavo Bandaranaike |
| William Gopallawa                  | 15. August 1961    | 12. März 1963      | Sirimavo Bandaranaike                                                                                                  |
| Merenna Francis de Silva Jayaratne | 13. März 1963      | 27. September 1965 | Sirimavo Bandaranaike Dudley Senanayake                                                                                |
| Oliver Weerasinghe                 | 28. September 1965 | 10. September 1970 | Dudley Senanayake Sirimavo Bandaranaike                                                                                |
| Neville Kanakaratne                | 11. September 1970 | 19. April 1978     | Sirimavo Bandaranaike                                                                                                  |
| Wijesinghe Sugathadasa Karunaratne | 20. April 1978     | 2. Mai 1981        | Junius Richard Jayewardene                                                                                             |
| P. M. D. Fernando                  | 3. Mai 1981        | 11. August 1981    | Junius Richard Jayewardene                                                                                             |
| Ernest Corea                       | 12. August 1981    | 16. September 1986 | Junius Richard Jayewardene                                                                                             |
| Susantha De Alwis                  | 17. September 1986 | 22. September 1992 | Junius Richard Jayewardene                                                                                             |
| Ananda Guruge                      | 23. September 1992 | 30. Januar 1995    | Ranasinghe Premadasa                                                                                                   |
| Jayantha Dhanapala                 | 31. Januar 1995    | 8. Oktober 1997    | Chandrika Kumaratunga                                                                                                  |
| Warnasena Rasaputra                | 9. Oktober 1997    | 16. Januar 2003    | Chandrika Kumaratunga                                                                                                  |
| Devinda Subasinghe                 | 17. Januar 2003    | 11. April 2005     | Chandrika Kumaratunga                                                                                                  |
| Bernard Goonetilleke               | 12. April 2005     | 20. August 2008    | Chandrika Kumaratunga Mahinda Rajapaksa                                                                                |
| Jaliya Wickramasuriya              | 21. August 2008    | 13. July 2014      | Mahinda Rajapaksa |
| Prasad Kariyawasam                 | 14. Juli 2014      | 8. Juli 2019       | Mahinda Rajapaksa Maithripala Sirisena                                                                                 |
| Rodney Perera                      | 8. Juli 2019       | 4. Dezember 2020   | Maithripala Sirisena Gotabaya Rajapaksa                                                                                |
| Ravinatha P. Aryasinha             | 4. Dezember 2020   | 14. September 2021 | Gotabaya Rajapaksa |
| Mahinda Samarasinghe               | 1. Dezember 2021   |                    | Gotabaya Rajapaksa Ranil Wickremesinghe                                                                                |